# Grundvattnet (Frostvikens socken, Jämtland)
Grundvattnet är en sjö i Strömsunds kommun i Jämtland och ingår i Ångermanälvens huvudavrinningsområde.